# Jud Alefstadion
Het Jud Alefstadion (Hebreeuws: אצטדיון הי"א באשדוד) is een voetbalstadion in Asjdod (Israël), dat plaats biedt aan 7.800 toeschouwers. Het is gebouwd in de oude wijk van de stad. Het stadion wordt bespeeld door MS Asjdod en Maccabi Ironi Asjdod.